# Галерија грбова Чилеа
Галерија грбова Чилеа обухвата актуелни Грб Чилеа, историјске грбове Чилеа и грбове чилеанских општина.

## Актуелни Грб Чилеа
- Грб Чилеа

## Историјски грбови Чилеа
- Грб Чилеа 1812-1814
- Грб Чилеа 1818-1834

## Грбови чилеанских региона
- Грб I региона Тарапака
- Грб II региона Антофагаста
- Грб III региона Атакама
- Грб IV региона Кокимбо
- Грб V региона Валпараисо
- Грб VI региона Ослободиоца Генерала Бернарда О’Хигинсаа
- Грб VII региона Мауле
- Грб VIII Биобио (регион)а
- Грб IX региона Арауканија
- Грб XI региона Ајсен Генерала Карлоса Ибањеза дел Кампа
- Грб XII региона Магелан и чилеански Антарктик
- Грб XV региона Арика и Паринакота
- Грб RM региона Сантијаго Метрополитана

## Грбови општина Региона Тарапака
- Грб Камиња
- Грб Колчане
- Грб Хуара
- Грб Свети Андрес де Пица
- Грб Поцо Алмонте
- Грб Алто Осписио
- Грб Икике

## Грбови општина Региона Антофагаста
- Грб Антофагаста
- Грб Мехилонес
- Грб Сиера Горда
- Грб Талтал
- Грб Калама
- Грб Олагуе
- Грб Сан Педро де Атакама
- Грб Мариа Елена
- Грб Токопиља

## Грбови општина Региона Атакама
- Грб Чањарал
- Грб Дијего де Алмагро
- Грб Калдера
- Грб Копијапо
- Грб Тијера Амариља
- Грб Алто дел Кармен
- Грб Фреириња
- Грб Хуаско
- Грб Ваљенар

## Грбови општина Региона Кокимбо
- Грб Андаколо
- Грб Кокимбо
- Грб Ла Хигера
- Грб Серена
- Грб Вичуња
- Грб Комбарбала
- Грб Монте Патрија
- Грб Пунитаки
- Грб Оваље
- Грб Канела
- Грб Иљапел
- Грб Саламанка (Чиле)

## Грбови општина Региона Валпараисо
- Грб Ла Лига (Чиле)
- Грб Папудо
- Грб Сапаљар
- Грб Лос Андес
- Грб Љај Љај
- Грб Панкехе
- Грб Путаендо
- Грб Сан Фелипе
- Грб Киљота
- Грб Казабланка (Чиле)
- Грб Конкон
- Грб Острва Хуан Фернандез
- Грб Валпараисо
- Грб Виња дел Мар
- Грб Алгаробо
- Грб Картагина (Чиле)
- Грб Ел Киско
- Грб Сан Антонио (Чиле)
- Грб Ускршње острво
- Грб Лимаче
- Грб Килпуе
- Грб Виља Алемана

## Грбови општина Региона Ослободиоца Генерала Бернарда О Хигинса
- Грб Оливар
- Грб Пеумо
- Грб Ранкагва
- Грб Ренго
- Грб Рекиноа
- Грб Марчигве
- Грб Пичилему
- Грб Чимбаронго
- Грб Лолол
- Грб Нанкагва Грб Нанкагва
- Грб Пласиља
- Грб Сан Фернандо
- Грб Санта Круз (Чиле)

## Грбови општина Региона Мауле
- Грб Курико
- Грб Хуалање
- Грб Лисантен
- Грб Молина (Чиле)
- Грб Рауко
- Грб Ромерал
- Грб Саграда Фамилија
- Грб Тено
- Грб Вичуквен
- Грб Конститусјон
- Грб Курепто
- Грб Мауле
- Грб Сан Рафаел
- Грб Талка
- Грб Линарес
- Грб Лонгави
- Грб Парал (Чиле)
- Грб Ретиро
- Грб Сан Хавијер (Чиле)
- Грб Виља Алегре
- Грб Јербас Буенас
- Грб Каукенес
- Грб Чанко
- Грб Пељухве

## Грбови општина Региона Биобио
- Грб Булнес
- Грб Чиљан
- Грб Чиљан Вехо
- Грб Кобквекура
- Грб Коелему
- Грб Коихвеко
- Грб Нињуе
- Грб Никвен
- Грб Пемуко
- Грб Портецвело
- Грб Кирихве
- Грб Сан Карлос (Чиле)
- Грб Сан Николас (Чиле)
- Грб Трегуако
- Грб Јунгај
- Грб Консепсион (Чиле)
- Грб Коронел
- Грб Чигуајанте
- Грб Флорида (Чиле)
- Грб Уалпен
- Грб Уалки
- Грб Лота
- Грб Пенко (Чиле)
- Лого Сан Педро де ла Паз
- Грб Талкауано
- Грб Томе
- Грб Антуко (Чиле)
- Грб Кабреро
- Грб Лаха
- Грб Лос Анхелес (Чиле)
- Грб Мулчен
- Грб Насимијенто (Чиле)
- Грб Негрето
- Грб Килако
- Грб Киљеко
- Грб Санта Барбара (Чиле)
- Грб Тукапел
- Грб Јумбел
- Грб Арауко
- Грб Кањете
- Грб Контулмо
- Грб Куранилаве
- Грб Лебу (Чиле)
- Грб Лос Аламос
- Грб Тируа

## Грбови општина Региона Арауканија
- Лого Караје
- Грб Лаутаро
- Грб Нуева Империал
- Грб Падре лас Касас
- Грб Питруфкен
- Грб Пукон
- Грб Саведра
- Грб Темуко
- Грб Виљарика
- Грб Ангол
- Грб Кољипуљи
- Грб Куракаутин
- Грб Лос Саукес
- Грб Пурен
- Грб Ренаико
- Грб Викторија (Чиле)

## Грбови општина Региона Лос Лагос
- Грб Осорно
- Грб Порто Октеј
- Грб Рио Негро (Чиле)
- Грб Калбуко
- Грб Љанкије
- Грб Маулин
- Грб Лос Муермос
- Грб Пуерто Монт
- Грб Пуерто Варас
- Грб Анкуд
- Грб Кастро (Чиле)
- Грб Чончи
- Грб Далкаје
- Грб Пукелдон
- Грб Келон
- Грб Кемчи
- Грб Кинчао
- Грб Чаитен
- Грб Футалеуфу

## Грбови општина Региона Ајсен
- Грб Киснеш
- Грб Кочране
- Грб Којајке
- Грб Рио Ибањез

## Грбови општина Региона Магелан и чилеански Антарктик
- Грб Порто Наталес
- Грб Пунта Аренас
- Грб Сабо де Хорнос
- Грб Антарктика (Чиле)

## Грбови општина Региона Лос Риос
- Грб Сорал
- Грб Мафил
- Грб Марикина
- Грб Паиљако
- Грб Пангуипуљи
- Грб Валдивија
- Грб Футроно
- Грб Ла Унион (Чиле)
- Грб Лаго Ранко
- Грб Рио Буено

## Грбови општина Региона Арика и Паринакота
- Грб Арика
- Грб Генерал Лагос
- Грб Путре

## Грбови општина Региона Сантијаго
- Грб Сантијаго (општина)
- Грб Сериљос
- Грб Серо Навија
- Грб Кончали
- Грб Естасјон Сентрал
- Грб Уечураба
- Грб Индепенденсија
- Грб Ла Систерна
- Грб Ла Флорида (Чиле)
- Грб Ла Гранха (Чиле)
- Грб Ла Пинтана
- Грб Ла Рејна
- Грб Лас Кондес
- Лого општине Ло Барнечеа
- Грб Ло Прадо
- Грб Макул (Чиле)
- Грб Маипу
- Грб Њуњоа
- Грб Педро Агире Серда (Чиле)
- Грб Пењалолен
- Грб Провиденсија
- Грб Пудавел
- Грб Киликура
- Грб Кинта Нормал
- Грб Реколета
- Грб Ренка
- Грб Сан Хоакин (Чиле)
- Грб Сан Мигел
- Грб Сан Рамон (Чиле)
- Лого општине Витакура
- Грб Колина (Чиле)
- Грб Лампа (Чиле)
- Грб Тилтил
- Грб Пирке
- Грб Пуенте Алто
- Грб Сан Хозе де Маипо
- Грб Буин
- Грб Салера де Танго
- Грб Паине (Чиле)
- Грб Сан Бернардо (Чиле)
- Грб Мелипиља
- Грб општине Сан Педро (Чиле)
- Грб Острва де Маипо
- Грб Пењафлор
- Грб Талаганте